# 미국 수정 헌법 제15조
미국 수정 헌법 제15조(Fifteenth Amendment to the United States Constitution 또는 Amendment XV)는 남북 전쟁 후 성립된 3개의 헌법 수정 조항(재건 수정안 군) 중 하나이며, 시민에게 투표권을 부여할 때 그 시민의 인종, 피부색 또는 이전의 예속상태(노예)에 근거하여 부여를 거부하여서는 안된다고 선언한 것이다. 1869년 2월 26일에 상정하여, 1870년 2월 3일에 비준되었다.

## 원문
- 제1절 : 미국 시민의 투표권은 인종, 피부색 또는 이전 예속상태를 이유로, 미국 또는 어떤 주에 의해서도 부정되거나 제한되지 아니한다.
- 제2절 : 의회는 적절한 입법을 통하여 본조를 강제할 권한을 가진다.

## 해석과 역사
미국 헌법 수정 제15조는 재건 수정안 중의 하나이다. 노예제를 폐지한 수정 제13조, 시민권을 정한 수정 제14조과 더불어 하나로 논의될 수 있다. 이 수정안은 주 또는 연방 정부에 시민의 투표 자격으로 시민의 인종, 피부색 또는 이전 노예 예속 상태를 고려하는 것을 금지하고 있다. 기본적인 목적은 원래 노예에게 참정권을 주는 것이었다. 이 수정 조항의 규정에 따라 처음으로 투표한 사람은 1870년 2월 4일에 투표가 있었던 뉴저지주 퍼스 앤 보이시 교육위원회 위원 선거에서 토마스 맨디 피터슨이었다. 이날은 수정 제15조가 비준된 다음날이었다. 그러나 수정 제15조의 규정이 실제로 모든 주에서 확립된 것은 약 1세기가 지난 후, 1965년의 〈선거권법〉을 기다려야했다.
선거의 머릿수 및 절대 수가 기본이 된 후 1865년에서 1880년 사이에 미국 역사의 다른 시대보다 더 많은 흑인들이 정치적 직무로 선발되었다. 재건기에 어떤 주도 흑인 주지사를 선택하지 않았지만, 많은 주 의회는 실제로 많은 인구가 있는 흑인의 지배 하에 놓이게 되었다. 이 의회는 보편적인 공교육라고 하는 오늘날 당연한 것으로도 당시로서는 혁신적인 개념을 도입했다. 또한 인종 차별에 근거한 법률은 예를 들면 인종 간 결혼을 금지하는 법률(소위 반인종간 결혼법)도 철폐했다.
쿠 클럭스 클랜과 같은 집단이 흑인 투표자나 백인 공화당원을 위협했지만, 연방 정부가 민주적으로 선출된 남부의 정부를 지지한 것은, 공화당 지지자의 대부분이 투표할 수 있어 은밀한 지배도 가능해진 것을 의미한다. 예를 들어 뉴올리언스에서 여러 인종이 섞인 정부가 가능했으며, 백인 폭도들이 점령을 하자 율리시스 그랜트 대통령은 연방군을 파견해 선거에서 뽑힌 시장을 취임시켰다.
그러나, 접전 끝에 선발된 러더퍼드 B. 헤이스는 남부의 여론을 달래기 위해 연방군의 철수에 동의했다. 헤이스는 공화당원이 흑인의 투표권을 확보하기 위해 공갈을 처벌하는 법을 밀어붙이려 하고 있었음에도 불구하고 딥사우스에서의 투표 방해를 간과하고 있다. 연방 의회는 이때 행동을 일으키고 싶지 않겠다는 의지를 나타내기 위해 투표소에서 일어난 폭력 사건을 공표하자는 법안조차 통과하지 않았다. 규제가 없는 채로 흑인과 공화당원에 대한 투표소 폭력이 증가하고 심지어 살인도 일어났다. 이들 대부분은 법의 강제력에 의한 간섭도 없이 이뤄졌다.
1890년대까지 많은 남부 주는 읽기쓰기 능력 시험과 투표세 등 어려운 투표 자격 법률을 제정했다. 어느 주에서는 투표를 위한 등록 위치를 찾기 어렵게 만들기도 했다. 그 위에서 주 헌법에 "할아버지 조항"(Grandfather clause)이 명기되어 1867년까지 투표권을 얻고 있던 사람과 그 자손에 대해서는 시험이나 투표세를 면제함으로써 백인 투표율은 유지하려 했지만 할아버지 조항에 대해서는 1915년에 연방 최고 재판소가 위헌 판결을 내려, 결과적으로 가난한 백인의 투표권도 빼앗게 되었다. 연방 선거에서 투표세에 대해서는 1964년 발효된 미국 헌법 수정 제24조에서 금지되어, 1966년 연방 대법원 판결에서 연방과 주 선거에서도 투표세를 위헌으로 결정했다.

## 상정과 비준
미국 의회는 수정 제15조를 1869년 2월 26일에 상정했고, 이어 아래의 주에 비준이 되었다.
- 네바다주 (1869년 3월 1일)
- 웨스트버지니아주 (1869년 3월 3일)
- 일리노이주 (1869년 3월 5일)
- 루이지애나주 (1869년 3월 5일)
- 미시간주 (1869년 3월 5일)
- 노스캐롤라이나주 (1869년 3월 5일)
- 위스콘신주 (1869년 3월 5일)
- 메인주 (1869년 3월 11일)
- 매사추세츠주 (1869년 3월 12일)
- 아칸소주 (1869년 3월 15일)
- 사우스캐롤라이나주 (1869년 3월 15일)
- 펜실베이니아주 (1869년 3월 25일)
- 뉴욕주 (1869년 4월 14일, 1870년]] 1월 5일에 철회, 3월 30일]]에 철회를 철회)
- 인디애나주 (1869년 5월 14일)
- 코네티컷주 (1869년 5월 19일)
- 플로리다주 (1869년 6월 14일)
- 뉴햄프셔주 (1869년 7월 1일)
- 버지니아주 (1869년 10월 8일)
- 버몬트주 (1869년 10월 20일)
- 앨라배마주 (1869년 11월 16일)
- 미주리주 (1870년 1월 7일)
- 미네소타주 (1870년 1월 13일)
- 미시시피주 (1870년 1월 17일)
- 로드아일랜드주 (1870년 1월 18일)
- 캔자스주 (1870년 1월 19일)
- 오하이오주 (1870년 1월 27일, 1869년 4월 30일에 일단 부결)
- 조지아주 (1870년 2월 2일)
- 아이오와주 (1870년 2월 3일)
- 1870년 2월 3일에 비준 성립했다. 그 다음 주에도 비준되었다.
- 네브래스카주 (1870년 2월 17일)
- 텍사스주 (1870년 2월 18일)
- 뉴저지주 (1871년 2월 15일, 1870년 2월 7일에 일단 부결)
- 델라웨어주 (1901년 2월 12일, 1869년 3월 18일에 일단 부결)
- 오리건주 (1959년 2월 24일)
- 캘리포니아주 (1962년 4월 3일, 1870년 1월 28일에 일단 부결)
- 메릴랜드주 (1973년 5월 7일, 1870년 2월 26일에 일단 부결)
- 켄터키주 (1976년 3월 18일, 1869년 3월 12일에 일단 부결)
- 테네시주 (1997년 4월 2일, 1869년 11월 16일에 일단 부결)

## 같이 보기
- 미국 수정 헌법 제19조
- 미국 수정 헌법 제26조